# Анна Елизавета Ангальт-Бернбургская
Анна Елизавета Ангальт-Бернбургская (нем. Anna Elisabeth von Anhalt-Bernburg; 19 марта 1647, Бернбург — 3 сентября 1680, Бернштадт) — принцесса Ангальт-Бернбургская, в замужестве герцогиня Вюртемберг-Бернштадтская.

## Биография
Анна Елизавета — дочь князя Кристиана II Ангальт-Бернбургского и его супруги Элеоноры Софии Шлезвиг-Гольштейн-Зондербургской (1603—1675), дочери герцога Иоганна Шлезвиг-Гольштейн-Зондербургского. 13 марта 1672 года в Бернштадте Анна Елизавета вышла замуж за герцога Кристиана Ульриха I Вюртемберг-Эльсского (1652—1704). Герцогиня получила хорошее образование и обладала музыкальным талантом, считалась одарённой певицей, владела рядом иностранных языков и играла на нескольких музыкальных инструментах. Анна Елизавета оказывала значительное влияние на мужа и являлась его советчицей в государственных делах. Анна Елизавета умерла от последствий родов последнего ребёнка.

## Потомки
В браке родились:
- Луиза Елизавета (1673—1736), замужем за герцогом Филиппом Саксен-Мерзебургским
- Кристиан Ульрих (1674)
- Леопольд Виктор (1675—1676)
- Фридерика Кристина (1676)
- София Ангелика (1677—1700), замужем за герцогом Фридрихом Генрихом Саксен-Цейцским
- Элеонора Амона (1678—1679)
- Теодозия (1680)